# Gminy Wysp Owczych
Wyspy Owcze liczą obecnie 30 gmin (far. komunen). Każda z nich jest najniższą jednostką administracyjną na archipelagu. Obszarem położonym wyżej w hierarchii jest region, których jest tam sześć.
Parlament Wysp Owczych zapowiedział w roku 1998 zmniejszenie liczby gmin, by liczba mieszkańców w każdej z nich przekraczała tysiąc mieszkańców, jednak obecnie jedynie trzy z nich spełniają ten warunek. Doprowadzając do tego stanu zdecydowano się sukcesywnie redukować ich liczbę.
Pierwsze redukcje zaczęły się jeszcze przed podjęciem tej decyzji. 1 stycznia 1977 w skład gminy Thorshavn weszła gmina Kaldbak, a dwadzieścia lat później dołączyła jeszcze gmina Argir.
Zmiany na szersza skalę zaszły w roku 2005. 1 stycznia liczba gmin zmalała z dotychczasowych 48 do 34. Na następną zmianę czekać trzeba było do roku 2009, gdy kolejne cztery gminy zostały włączone do większych jednostek tego samego szczebla, lub uległy połączeniu, tworząc nowe gminy.
Wszystkie gminy na Wyspach Owczych są członkami jednej z dwóch organizacji. Pierwsza z nich, Kommunusamskipan Føroya (KSF), siedem największych gmin: Thorshavn, Klaksvík, Runavík, Tvøroyri, Fuglafjørður, Vágur oraz Sandur. Druga z nich, Føroya Kommunufelag (FKF), wszystkie pozostałe.

## Lista gmin
Od 1 stycznia 2017 roku jest 29 gmin na Wyspach Owczych.
| Gmina         | Populacja | Gęstość zaludnienia na km² | Powierzchnia (km²) | Markatal | wyspa/wyspy                      | Regiony Wysp Owczych |
| ------------- | --------- | -------------------------- | ------------------ | -------- | -------------------------------- | -------------------- |
| Thorshavn     | 19,339    | 112                        | 173                | 327      | Streymoy, Nólsoy, Hestur, Koltur | Streymoy             |
| Klaksvík      | 5,051     | 44                         | 116,4              |          | Borðoy, Svínoy, Kalsoy           | Norðoyar             |
| Runavík       | 3,753     | 39                         | 96                 |          | Eysturoy                         | Eysturoy             |
| Eysturkommuna | 1,939     | 46                         | 42                 |          | Eysturoy                         | Eysturoy             |
| Vágar         | 1,897     | 18                         | 108                |          | Vágar                            | Vágar                |
| Tvøroyri      | 1,819     | 42                         | 43                 | 60       | Suðuroy                          | Suðuroy              |
| Fuglafjørður  | 1,584     | 70                         | 23                 | 32       | Eysturoy                         | Eysturoy             |
| Sundini       | 1,564     | 10                         | 158                | 152      | Eysturoy, Streymoy               | Eysturoy i Streymoy  |
| Vágur         | 1,402     | 67                         | 21                 | 61       | Suðuroy                          | Suðuroy              |
| Nes           | 1,238     | 88                         | 14                 | 40       | Eysturoy                         | Eysturoy             |
| Vestmanna     | 1,234     | 24                         | 52                 | 56       | Streymoy                         | Streymoy             |
| Sørvágur      | 1,071     | 13                         | 84                 | 124      | Vágar i Mykines                  | Vágar                |
| Sjóv          | 1,027     | 31                         | 33                 | 70       | Eysturoy                         | Eysturoy             |
| Hvalba        | 765       | 19                         | 40                 | 99       | Suðuroy, Lítla Dímun             | Suðuroy              |
| Eiði          | 705       | 19                         | 37                 | 49       | Eysturoy                         | Eysturoy             |
| Kvívík        | 615       | 13                         | 49                 | 75       | Streymoy                         | Streymoy             |
| Sandur        | 586       | 12                         | 48                 | 97       | Sandoy                           | Sandoy               |
| Skopun        | 507       | 56                         | 9                  | 0        | Sandoy                           | Sandoy               |
| Hvannasund    | 441       | 13                         | 33                 | 38       | Viðoy i Borðoy                   | Norðoyar             |
| Sumba         | 383       | 15                         | 25                 | 64       | Suðuroy                          | Suðuroy              |
| Viðareiði     | 339       | 11                         | 30                 | 48       | Viðoy                            | Norðoyar             |
| Porkeri       | 333       | 24                         | 14                 | 37       | Suðuroy                          | Suðuroy              |
| Skálavík      | 183       | 6                          | 29                 | 24       | Sandoy                           | Sandoy               |
| Kunoy         | 157       | 4                          | 35                 | 65       | Kunoy                            | Norðoyar             |
| Húsavík       | 131       | 5                          | 26                 | 66       | Sandoy                           | Sandoy               |
| Hov           | 125       | 12                         | 10                 | 24       | Suðuroy                          | Suðuroy              |
| Fámjin        | 113       | 9                          | 13                 | 24       | Suðuroy                          | Suðuroy              |
| Skúvoy        | 57        | 4                          | 13                 | 73       | Skúvoy, Stóra Dímun              | Sandoy               |
| Fugloy        | 44        | 4                          | 11                 | 14       | Fugloy                           | Norðoyar             |

## Gminy w liczbach
| Nazwa gminy          | Populacja (2011) (osoby) | Powierzchnia (km²) | Gęstość zaludnienia (os./km²) (2011) | Liczba radnych (osoby) |
| -------------------- | ------------------------ | ------------------ | ------------------------------------ | ---------------------- |
| Eiðis kommuna        | 670                      | 37,2               | 18                                   | 7                      |
| Eysturkommuna        | 1997                     | 40,5               | 49                                   | 9                      |
| Fámjins kommuna      | 108                      | 13,3               | 8                                    | 5                      |
| Fuglafjarðar kommuna | 1530                     | 23,0               | 67                                   | 9                      |
| Fugloyar kommuna     | 39                       | 11,0               | 4                                    | 3                      |
| Hovs kommuna         | 120                      | 10,3               | 12                                   | 5                      |
| Húsa kommuna         | 52                       | 16,4               | 3                                    | 3                      |
| Húsavíkar kommuna    | 125                      | 26,0               | 5                                    | 5                      |
| Hvalbiar kommuna     | 712                      | 40,0               | 18                                   | 7                      |
| Hvannasunds kommuna  | 426                      | 33,1               | 13                                   | 5                      |
| Klaksvíkar kommuna   | 4817                     | 113,7              | 42                                   | 11                     |
| Kunoyar kommuna      | 140                      | 35,2               | 4                                    | 5                      |
| Kvívíkar kommuna     | 585                      | 49,0               | 12                                   | 7                      |
| Nes kommuna          | 1263                     | 13,9               | 91                                   | 7                      |
| Porkeris kommuna     | 314                      | 13,6               | 23                                   | 5                      |
| Runavíkar kommuna    | 3832                     | 99,9               | 38                                   | 12                     |
| Sands kommuna        | 557                      | 47,5               | 12                                   | 7                      |
| Sjóvar kommuna       | 960                      | 33,3               | 29                                   | 7                      |
| Skálavíkar kommuna   | 162                      | 29,1               | 6                                    | 5                      |
| Skopunar kommuna     | 469                      | 8,7                | 54                                   | 7                      |
| Skúvoyar kommuna     | 45                       | 12,5               | 4                                    | 3                      |
| Sørvágs kommuna      | 1126                     | 84,5               | 13                                   | 7                      |
| Sumbiar kommuna      | 363                      | 25,0               | 15                                   | 5                      |
| Sunda kommuna        | 1663                     | 157,5              | 11                                   | 11                     |
| Thorshavn            | 19919                    | 172,9              | 115                                  | 13                     |
| Tvøroyrar kommuna    | 1727                     | 42,8               | 40                                   | 7                      |
| Vága kommuna         | 1940                     | 102,8              | 19                                   | 12                     |
| Vágs kommuna         | 1377                     | 20,6               | 67                                   | 9                      |
| Vestmanna kommuna    | 1206                     | 51,5               | 23                                   | 7                      |
| Viðareiðis kommuna   | 348                      | 30,3               | 12                                   | 5                      |
| Wyspy Owcze          | 48 574                   | 1394,8             | 35                                   | 210                    |

## Dawne gminy

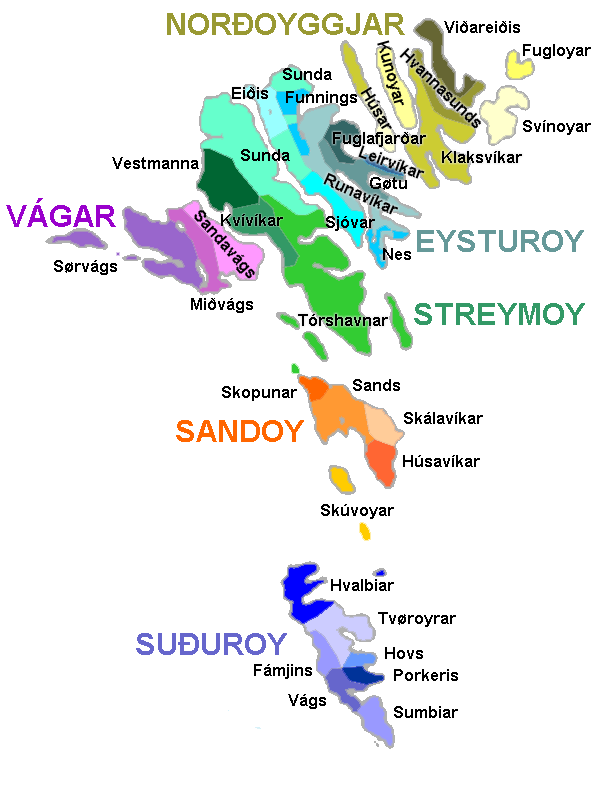
Mapa gmin na Wyspach Owczych w roku 2005

Dane, co do populacji na ostatni rok istnienia gminy.
- Argja kommuna (1 508 mieszkańców, największa miejscowość Argir, włączona w skład gminy Thorshavn w 1997 roku)
- Bíggjar kommuna (84 mieszkańców, największa miejscowość Bøur, włączona w skład gminy Sørvágur w 2005 roku)
- Elduvíkar kommuna (89 mieszkańców, największa miejscowość Elduvík, włączona w skład gminy Runavík w 2005 roku)
- Funnings kommuna (75 mieszkańców, największa miejscowość Funningur, włączona w skład gminy Runavík w 2009 roku)
- Funnings sóknar kommuna (największa miejscowość Funningur, utworzona w roku 1906, rozdzielona pomiędzy gminy Funningur i Gjáar w 1948 roku)
- Gjáar kommuna (54 mieszkańców, największa miejscowość Gjógv, włączona w skład gminy Sund w 2005 roku)
- Gøtu kommuna (1 083 mieszkańców, największa miejscowość Gøta, włączona w skład gminy Eysturkommuna w 2009 roku)
- Haldarsvíkar kommuna (268 mieszkańców, największa miejscowość Haldarsvík, włączona w skład gminy Sund w 2005 roku)
- Hests kommuna (41 mieszkańców, największa miejscowość Hestur, włączona w skład gminy Thorshavn w 2005 roku)
- Hósvíkar kommuna (292 mieszkańców, największa miejscowość Hósvík, włączona w skład gminy Sund w 2005 roku)
- Hvalvíkar kommuna (421 mieszkańców, największa miejscowość Hvalvík, włączona w skład gminy Sund w 2005 roku)
- Kaldbaks kommuna (największa miejscowość Kaldbak, włączona w skład gminy Thorshavn w 1977 roku)
- Kirkjubøar kommuna (230 mieszkańców, największa miejscowość Kirkjubøur, włączona w skład gminy Thorshavn w 2005 roku)
- Leirvíkar kommuna (878 mieszkańców, największa miejscowość Leirvík, włączona w skład gminy Eysturkommuna w 2009 roku)
- Mikladals kommuna (68 mieszkańców, największa miejscowość Mikladalur, włączona w skład gminy Klaksvík w roku 2005)
- Miðvágs kommuna (1 118 mieszkańców, największa miejscowość Miðvágur, włączona w skład gminy Vágar w 2009 roku)
- Mykinesar kommuna (21 mieszkańców, największa miejscowość Mykines, włączona w skład gminy Sørvágur w 2005 roku)
- Nólsoyar kommuna (264 mieszkańców, największa miejscowość Nólsoy, włączona w skład gminy Thorshavn w 2005 roku)
- Oyndarfjarðar kommuna (182 mieszkańców, największa miejscowość Oyndarfjarður, włączona w skład gminy Runavík w 2005 roku)
- Saksunar kommuna (32 mieszkańców, największa miejscowość Saksun, włączona w skład gminy Sund w 2005 roku)
- Sandavágs kommuna (832 mieszkańców, największa miejscowość Sandavágur, włączona w skład gminy Vágar w 2009 roku)
- Skála kommuna (714 mieszkańców, największa miejscowość Skáli, włączona w skład gminy Runavík w 2005 roku)
- Svínoyar kommuna (40 mieszkańców, największa miejscowość Svínoy, włączona w skład gminy Klaksvík w 2009 roku)